# Mircea Dimitriu
Mircea Dimitriu, romunski general, * 1891, † 1953.